# Grupo SkyWay
SkyWay Group es un término usado para referirse a un grupo de empresas centradas en Bielorrusia, pero registrado bajo nombres comerciales incluyendo "Euroasian Rail Skyway Systems Holding Ltd.", "First SkyWay Invest Group Limited" y "Global Transport Investment Inc." En lugares como las Islas Vírgenes Británicas, Londres, Minsk, y Santa Lucía. Estas compañías están buscando posibles inversores en todo el mundo para el desarrollo de su tecnología llamada SkyWay (o cadena de transporte).

## Visión general

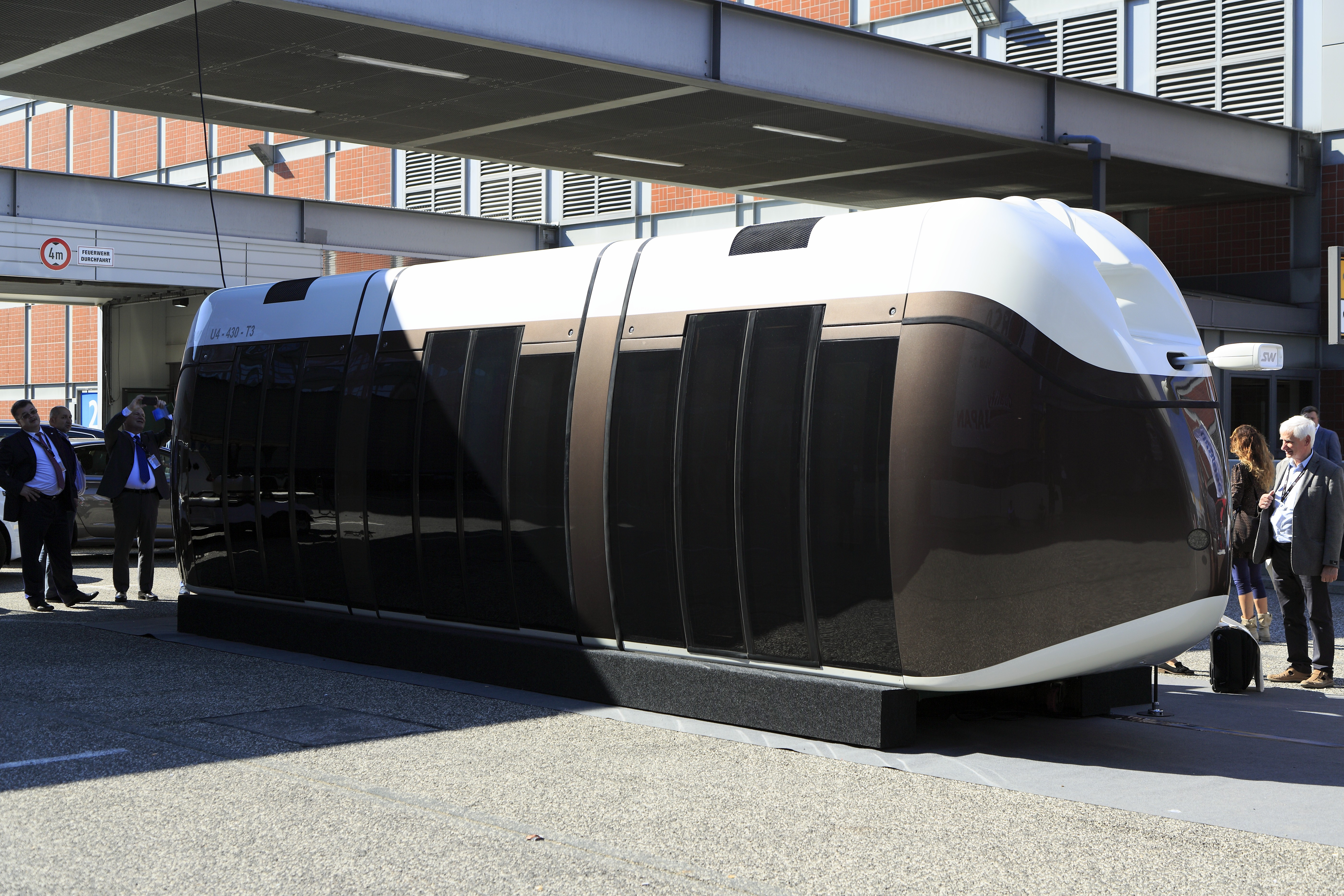
El Grupo SkyWay exhibió un vehículo monorriel en la feria comercial InnoTrans en Berlín en 2018.

Anatoly Yunitskiy es el inventor de la tecnología SkyWay, es fundador de las empresas, es también director de SkyWay Group y además el principal accionista de las empresas del Grupo SkyWay. La tecnología de Yunitskiy, a menudo denominada "Transporte de cuerdas", implica el movimiento de vehículos sin conductor en pistas elevadas sobre el suelo en soportes de concreto. La "cuerda" se refiere al conjunto de cables de acero tensados pretensados colocados en un cuerpo lleno de concreto. La tecnología SkyWay se ha comercializado como un nuevo tipo de sistema de transporte ferroviario ligero elevado. 
El SkyWay ha sido diseñado para transportar pasajeros y carga. Yunitskiy afirma que sus vehículos pueden alcanzar velocidades de hasta 500 kilómetros por hora y, según se informa, cuestan un 20% menos que los metros normales. También se afirma que esta tecnología implica mínimas emisiones de gases y partículas. SkyWay afirma que sus pequeñas unidades de transporte con capacidad variable de pasajeros pueden viajar con seguridad a intervalos de sólo 2 segundos, lo que permite una capacidad de transporte de hasta 50.000 pasajeros por hora.
Aunque países como Australia, India, Indonesia, Italia y Lituania comenzaron a negociar con el Grupo SkyWay, las licitaciones luego fueron canceladas o pospuestas debido a preocupaciones sobre seguridad e irregularidad financiera de la empresa. Por lo que no se han realizado proyectos fuera de Bielorrusia. Las negociaciones más recientes han tenido lugar en los Emiratos Árabes Unidos.
El Grupo SkyWay está utilizando prácticas comerciales como el micromecenazgo y marketing multinivel.

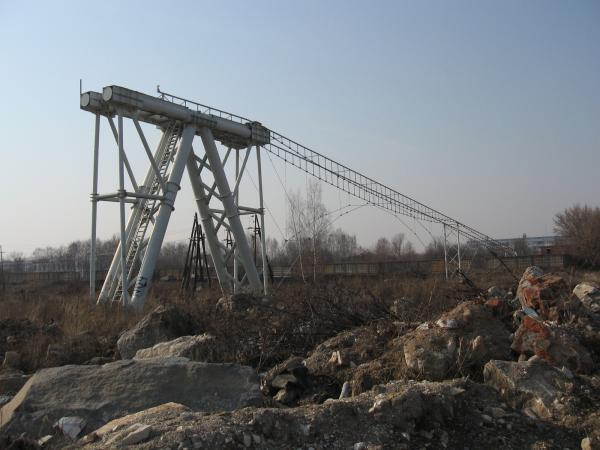
La pista de prueba de SkyWay se construyó en Ozyory (Rusia) en 2001 y se deconstruyó posteriormente.

## Pruebas
En 2001, se construyó un prototipo de una pista SkyWay en el pueblo ruso Ozyory en el Óblast de Moscú. La carga permitida en esta pista se probó allí utilizando un camión con ruedas de hierro. Este sitio fue deconstruido más tarde.
En octubre de 2015, el Grupo SkyWay comenzó a construir un sitio de prueba para demostrar la tecnología "SkyWay". Está situado en Marjina Horka (a unos 70 km de Minsk) y se llama EcoTechnoPark. En agosto de 2018 había tres pistas que mostraban prototipos en este sitio. Una es para un vehículo con una capacidad máxima de 48 personas. La segunda pista es para un vehículo de 14 plazas y la tercera es para un vehículo de 6 plazas.

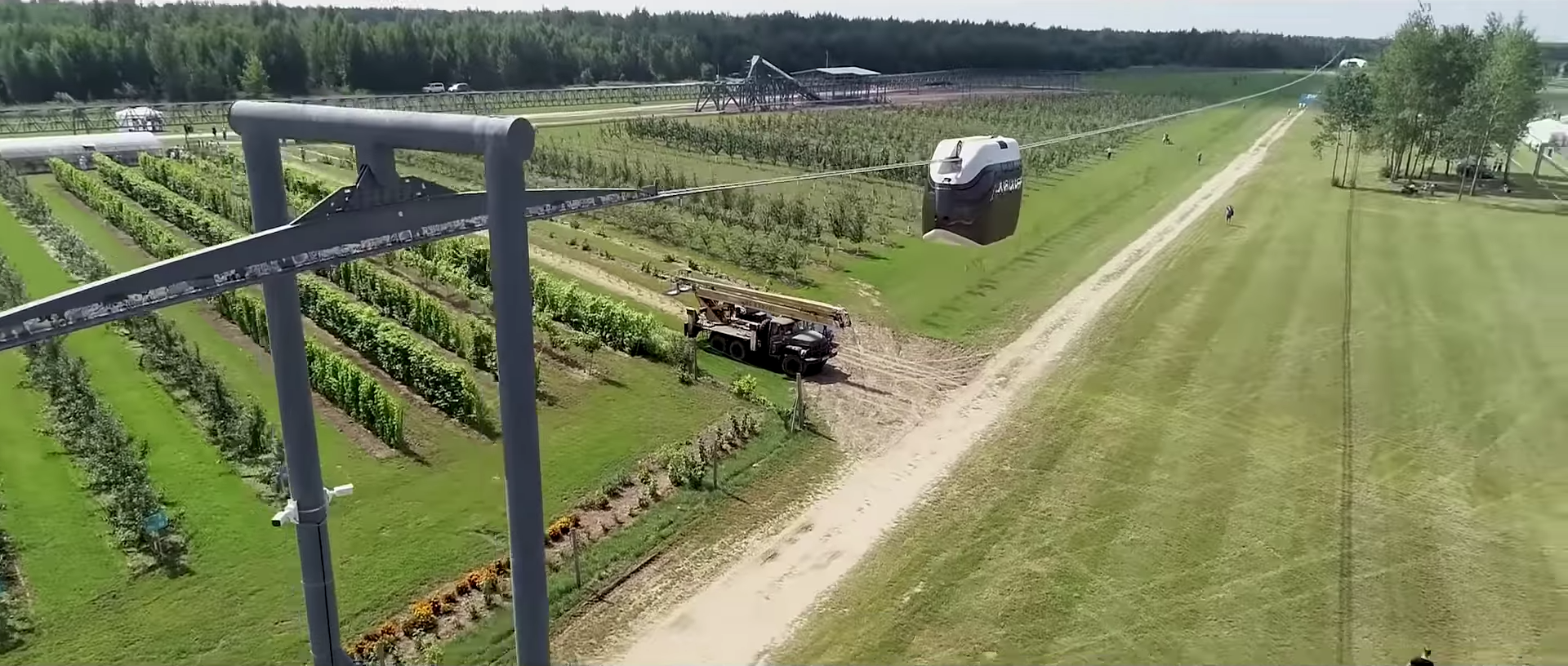
Un vehículo monorriel suspendido que se ejecuta en una pista de prueba en el EcoTechnoPark en Marjina Horka (Bielorrusia)

Los científicos en Bielorrusia han recomendado que las pruebas de esta tecnología deban ser realizadas por organizaciones acreditadas y no únicamente por la empresa.

## Negociaciones
El Grupo SkyWay comenzó a negociar con países como Lituania, Australia, Eslovaquia, India, Italia e Indonesia. Estas negociaciones fueron canceladas o pospuestas más tarde antes de que se firmaran los contratos oficiales. Las negociaciones más recientes son en los Emiratos Árabes Unidos.

### Lituania
Durante las negociaciones en 2014 entre el Grupo SkyWay y el municipio de Siauliai en Lituania, se firmó un acuerdo de inversión, se asignó previamente un terreno para construir una instalación de prueba de SkyWay y SkyWay transfirió el dinero a las cuentas bancarias del municipio. El alcalde de Siauliai fue luego criticado por negociar con el Grupo SkyWay y a finales de 2014 se le pidió que cancelara las negociaciones.
En 2014, la oficina de la Fiscalía General de Lituania inició una investigación previa al juicio por sospecha de posible fraude financiero perpetrado por SkyWay. Esta investigación finalmente se cerró casi tres años después, después de que no pudieron encontrar pruebas suficientes para procesar a la compañía. En agosto de 2018, SkyWay y sus accionistas demandaron al gobierno lituano por daños ocasionados a la reputación de la empresa. El tribunal regional de Vilna desestimó esta demanda en diciembre de 2018, dictaminando que "había motivos suficientes para abrir la investigación previa al juicio". Los reguladores financieros han advertido al público sobre inversiones riesgosas en proyectos de infraestructura de SkyWay Group.

### Australia
En 2016, en Australia del Sur, SkyWay negoció con la Universidad de Flinders para construir una línea larga de 500 metros por $ 13 millones de dólares australianos bajo la dirección del exministro de transporte estatal, Rod Hook, quien trabajó para SkyWay como consultor de infraestructura. Estas negociaciones finalmente se pospusieron indefinidamente en agosto de 2018.

### Eslovaquia
En julio de 2016, SkyWay firmó un Memorando de Entendimiento con la Universidad Tecnológica Eslovaca en Bratislava para promover la tecnología SkyWay en Eslovaquia. Las negociaciones, sin embargo, se han pospuesto.

### India
En mayo de 2017, el ministro de Desarrollo Urbano del estado del Norte de India Himachal Pradesh, firmó un Memorando de Entendimiento con una de las compañías del Grupo SkyWay. En julio de 2017, el ministro que negoció con SkyWay fue criticado por hacerlo "sin seguir los procedimientos adecuados" y surgieron dudas sobre la seguridad y la viabilidad del proyecto. Como resultado, las negociaciones en la India se han pospuesto.

### Indonesia
En septiembre de 2017, se firmó un Memorando de Entendimiento con la Universidad de Indonesia en Java Occidental para construir 'trenes por el aire' en el campus.
En diciembre de 2017, se firmó un Memorando de Entendimiento en Yakarta para un proyecto propuesto en Kalimantan.
En febrero de 2018 se firmó un Memorando de Entendimiento con la Universidad Gadjah Mada en Java Central para promover la investigación y la innovación en el campo del transporte.
Miembros del gobierno indonesio se quejaron de la venta sospechosa de productos de inversión, y el OJK (la agencia reguladora financiera de Indonesia) agregó a SkyWay Capital a su lista de compañías prohibidas. Como resultado, todas las negociaciones en Indonesia finalmente se cancelaron o se pospusieron y las actividades de la filial indonesia "PT SkyWay Technologies Indonesia" se congelaron.

### Italia
A principios de 2018 se llevaron a cabo negociaciones en Italia. El Secretario de Estado para la República de San Marino firmó un Memorando de Entendimiento en el EcoTechnoPark en Bielorrusia en marzo de 2018 para la construcción de la línea San Marino-Rimini. El alcalde de la ciudad siciliana de Messina también utilizó los "tranvías voladores" de SkyWay para promover su campaña electoral. Ambas negociaciones fueron pospuestas o canceladas debido a preocupaciones planteadas en la política local y por la agencia reguladora italiana Commissione Nazionale per le Società e la Borsa (CONSOB).
En marzo de 2019, Brianza, una región en el noroeste de Lombardía, Italia, invitó a SkyWay a presentar un proyecto de factibilidad para un teleférico entre Cologno Monzese y Vimercate. Debido a la controversia que rodea a la empresa, estas negociaciones se han pospuesto.

### Emiratos Árabes Unidos
En octubre de 2018, se firmó un acuerdo de inversión entre el Grupo SkyWay y el Parque de Innovación y Tecnología de Investigación de Sharjah en los Emiratos Árabes Unidos y se asignaron 25 hectáreas para construir un sitio de prueba de SkyWay allí.
En febrero de 2019, la Autoridad de Carreteras y Transportes (RTA) de Dubái firmó un Memorando de Entendimiento con la "Skyway Greentech Company" para desarrollar allí "trenes del cielo".
En abril de 2019, el jeque Mohammed bin Rashid Al Maktoum, vicepresidente y primer ministro de los Emiratos Árabes Unidos y gobernante de Dubái, aprobó un sistema de tránsito suspendido SkyWay.

## Compañías offshore
Según Business Insider Italia, la evaluación negativa en Rusia en 2008 llevó a Anatoly Yunitskiy a comenzar a autofinanciar sus proyectos. Esto llevó a la creación de compañías offshore que eran responsables de la comercialización de diversos productos de inversión.
La ubicación principal del Grupo SkyWay en alta mar se encuentra en las Islas Vírgenes Británicas, un paraíso fiscal. El Grupo SkyWay afirma que la compañía registrada aquí ("Global Transport Investment Inc.") posee la propiedad intelectual de SkyWay, que valora en más de cuatrocientos mil millones de dólares. También poseen y controlan otras empresas como SkyWay Capital Inc. que está registrada en otra región offshore, Santa Lucía. Estas empresas actúan como recaudadores de fondos para los proyectos de SkyWay.

## Marketing
Además de los modelos de demostración en EcoTechnoPark en Bielorrusia, la compañía ha exhibido su tecnología en ferias comerciales como el 3er Congreso y Exposición Internacional de Transporte de Singapur (SITCE) e InnoTrans 2018 en Berlín. El Grupo SkyWay se comercializa principalmente mediante la promoción de la inversión en su tecnología para pequeños inversores.
Sin embargo, las empresas que se dedican a atraer inversiones no han recibido permiso para vender acciones en los países en los que están activas. También renuncian a cualquier responsabilidad si los inversores pierden su dinero. Las agencias reguladoras financieras han advertido que estas compañías muestran las características de un esquema piramidal y que podrían estar involucrados en una estafa.
Para evitar estas advertencias reglamentarias, la compañía "Sky Way Invest Group Limited" comenzó a comercializar 'Paquetes de inversión educativa' (EIP). CONSOB, la agencia reguladora financiera italiana, prohibió la venta y publicidad de estos productos de inversión en febrero de 2018 porque resultó que, en lugar de recibir los "cursos de capacitación en inversiones" anunciados, los clientes terminaron sin saberlo con "certificados de regalo" que luego podrían convertirse en Acciones de la empresa con motivo de su salida a bolsa.
Las compañías en el Grupo SkyWay todavía están comercializando estos productos de inversión anteriores a la OPI. Es requerido por la ley registrar valores como estos antes de venderlos en el mercado abierto. Sin embargo, ninguna compañía de SkyWay está actualmente registrada para ofrecer valores en ninguna jurisdicción en la que operen.
A principios de 2019, SkyWay Group comenzó a comercializar sus productos de inversión como nuevos tipos de 'criptomonedas' en forma de SkyWay Tokens y CryptoUnits. Afirman que este nuevo producto de inversión se basa en el valor de los activos reales y que generará dividendos mensuales. Estas afirmaciones, sin embargo, han sido disputadas.

## Advertencias de ilegalidad
Muchos bancos nacionales y agencias reguladoras han advertido al público sobre las actividades asociadas con el grupo de compañías SkyWay. La primera advertencia fue lanzada en 2014 en Lituania. El Banco de Lituania emitió un comunicado oficial advirtiendo a los inversionistas que individuos no identificados invitaron a los residentes lituanos a invertir en el "transporte de cadena de la próxima generación" mediante la adquisición de acciones en línea de la compañía limitada privada que las vendía sin un prospecto aprobado por una autoridad competente. El Banco de Lituania compartió esta advertencia ampliamente "para que se sepa en todos los países que esta empresa está involucrada en actividades ilegales".
El Grupo SkyWay ha estado buscando posibles inversores en todo el mundo utilizando diversas formas de marketing como el micromecenazgo, telemarketing, y marketing multinivel donde se les promete a los inversionistas una remuneración por convencer a otras personas de invertir en SkyWay. Se han documentado reuniones de ventas y conferencias que promueven la tecnología en países como Etiopía, Nigeria, Noruega, España, Eslovenia y Vietnam. También se ha documentado que SkyWay Group promueve su tecnología con publicidad pagada en televisión y en periódicos, y que los servicios financieros se ofrecen a través de las redes sociales. Compañías de SkyWay Group como "SkyWay Capital" ofrecen retornos de inversión "astronómicos".
Desde entonces, se han publicado advertencias ajustadas a las actividades específicas de las compañías de SkyWay en países individuales en muchos países, incluyendo Bélgica. República Checa, Estonia, Alemania, Grecia, Indonesia, Italia, Letonia, Nueva Zelanda y Eslovaquia.
El Grupo SkyWay está utilizando prácticas comerciales como el micromecenazgo y marketing multinivel. También se ha documentado que esta compañía hace reclamos sin respaldo sobre sus negociaciones para alentar la inversión. Muchos países, incluyendo Bélgica, República Checa, Estonia, Alemania, Grecia, Italia, Letonia, Lituania, Nueva Zelanda y Eslovaquia han advertido a sus ciudadanos y público en general sobre las actividades de la empresa y sus asociados.

## Críticas
Se han expresado inquietudes en artículos publicados sobre información que la compañía ha publicado sobre sí misma para promover la inversión. Estas preocupaciones incluyen los retornos poco realistas prometidos a los inversores, la vercidad de su propiedad intelectual, la certificación de su tecnología, los premios que ha ganado, contratos excesivos de pre-orden, la validez de sus patentes, y personas/organizaciones que han invertido en la empresa.
La crítica particular se relaciona con información engañosa sobre los proyectos propuestos de SkyWay. Onliner.by (un popular portal de noticias bielorruso), por ejemplo, documenta que las afirmaciones de SkyWay sobre un proyecto propuesto en Mogilev en realidad no eran ciertas. Se ha documentado una promoción engañosa similar relacionada con los proyectos propuestos en Rusia, Crimea y la India.
El primer artículo de Onliner.by se publicó en septiembre de 2016 y comentaba sobre la instalación de pruebas de EcoTechnoPark que se estaba construyendo en ese momento en Marjina Horka. Anatoly Yunitskiy los demandó por los daños causados a su compañía y su reputación. Yunitskiy perdió el caso en junio de 2017 y tuvo que pagar los costos incurridos por el acusado. Apeló nuevamente el caso y de igual forma perdió.
En mayo de 2017, el periódico Volzhskaya Kommuna publicó un artículo crítico en su portal de información 'Volga News' sobre una campaña de telemarketing utilizada para financiar en Samara. El representante de la compañía, Andrei Khovratov, presentó una demanda contra el consejo de redacción, pero en marzo de 2018 el tribunal decidió en contra del demandante.
En julio de 2017, el popular remitente de noticias de Crimea, Primechaniya.ru, publicó un artículo crítico sobre una campaña de telemarketing que promueve la inversión en un proyecto de SkyWay sin respaldo en Sebastopol. Los últimos artículos que publicaron incluyen información sobre amenazas legales emitidas por el empleado de SkyWay, Andrei Khovratov, quien representó a SkyWay en Crimea y el litigio sin éxito en Minsk y Samara.
Estas compañías están buscando posibles inversores en todo el mundo para el desarrollo de su tecnología llamada SkyWay (o cadena de transporte).
Una evaluación realizada por la Universidad Estatal de Ingeniería Ferroviaria de Moscú expresó que la tecnología no es segura.
La tecnología promovida por el Grupo SkyWay fue evaluada en Rusia en 2008 por la Universidad Estatal de Ingeniería Ferroviaria de Moscú, pero posteriormente se abandonó cuando concluyeron que el proyecto "no era viable e inseguro". Según su evaluación, esta tecnología está llena de un "gran número de defectos del sistema" y no es práctica "porque no proporciona una ruta uniforme para el tráfico". El informe también declaró que: "Los pasajeros se encuentran en altura desde el nivel del suelo. La destrucción de cualquier cuerda puede provocar muertes. El sistema está asociado con un gran riesgo".
En 2016, un panel del gobierno ruso que evaluó la tecnología lo llamó innovador, pero solo en teoría.

## 2020
Las cabinas autónomas SkyWay del Parque SRTI entran en la fase 2 de desarrollo En la fase 2 se desarrollará una vía elevada de 2,8 km de longitud para el transporte de mercancías, incluidos los contenedores y el transporte a granel. Se espera que esta fase se complete en los próximos seis meses. El proyecto será sometido a pruebas gubernamentales y procesos de homologación antes de entrar en la Fase 3, que supondrá el desarrollo de una única vía elevada que podrá albergar tanto carga como pasajeros.
Dubái ha comenzado a hacer pruebas con las nuevas Cabinas autónomas Sky en Sharjah.
La vía autónoma sostendrá cabinas de pasajeros y carga y debería estar terminada en unos seis meses. Todo ello se está llevando a cabo en el Parque de Investigación, Tecnología e Innovación de Sharjah (SRTI Park), según el promotor SkyWay.
Es probable que el proyecto de skyway en Sharjah esté en funcionamiento dentro de pocos años, una vez que se haya completado la fase de pruebas y se hayan cumplido todos los requisitos normativos, dijo un alto funcionario de la empresa a Khaleej Times.
El Dr. Sheikh Sultan visitó el SRTIP, donde inspeccionó las obras del proyecto y presenció la operación de prueba de uno de los unicars.

## 2021
Khorfakkan News anuncia un plan para el proyecto SkyWay en los EAU.
Periodistas de The National visitaron el centro de pruebas de SkyWay en Sharjah.
La primera red de cabinas eléctricas de alta velocidad de los EAU se pone en marcha en Sharjah. La vía en suspensión de dos kilómetros en el Parque de Investigación, Tecnología e Innovación de Sharjah está siendo construida por SkyWay Technologies, de Bielorrusia, tras haber sido diseñada en este último país por Anatoli Unitsky, científico y miembro de la Federación Rusa de Cosmonáutica.